# Asymbolus parvus
Asymbolus parvus е вид пилозъба акула от семейство Scyliorhinidae. Видът не е застрашен от изчезване.

## Разпространение и местообитание
Разпространен е в Западна Австралия.
Среща се на дълбочина от 160 до 256 m, при температура на водата от 13,1 до 20,4 °C и соленост 34,6 – 35 ‰.

## Описание
На дължина достигат до 35,7 cm.